# Скочув (Західнопоморське воєводство)
Скочув (пол. Skoczów, нім. Schötzow) — село в Польщі, у гміні Диґово Колобжезького повіту Західнопоморського воєводства.
Населення — 321 особа (2011).

## Демографія
Демографічна структура станом на 31 березня 2011 року:
|          | Загалом | Допрацездатний вік | Працездатний вік | Постпрацездатний вік |
| -------- | ------- | ------------------ | ---------------- | -------------------- |
| Чоловіки | 159     | 37                 | 113              | 9                    |
| Жінки    | 162     | 35                 | 101              | 26                   |
| Разом    | 321     | 72                 | 214              | 35                   |